# برتينه زيتلتز

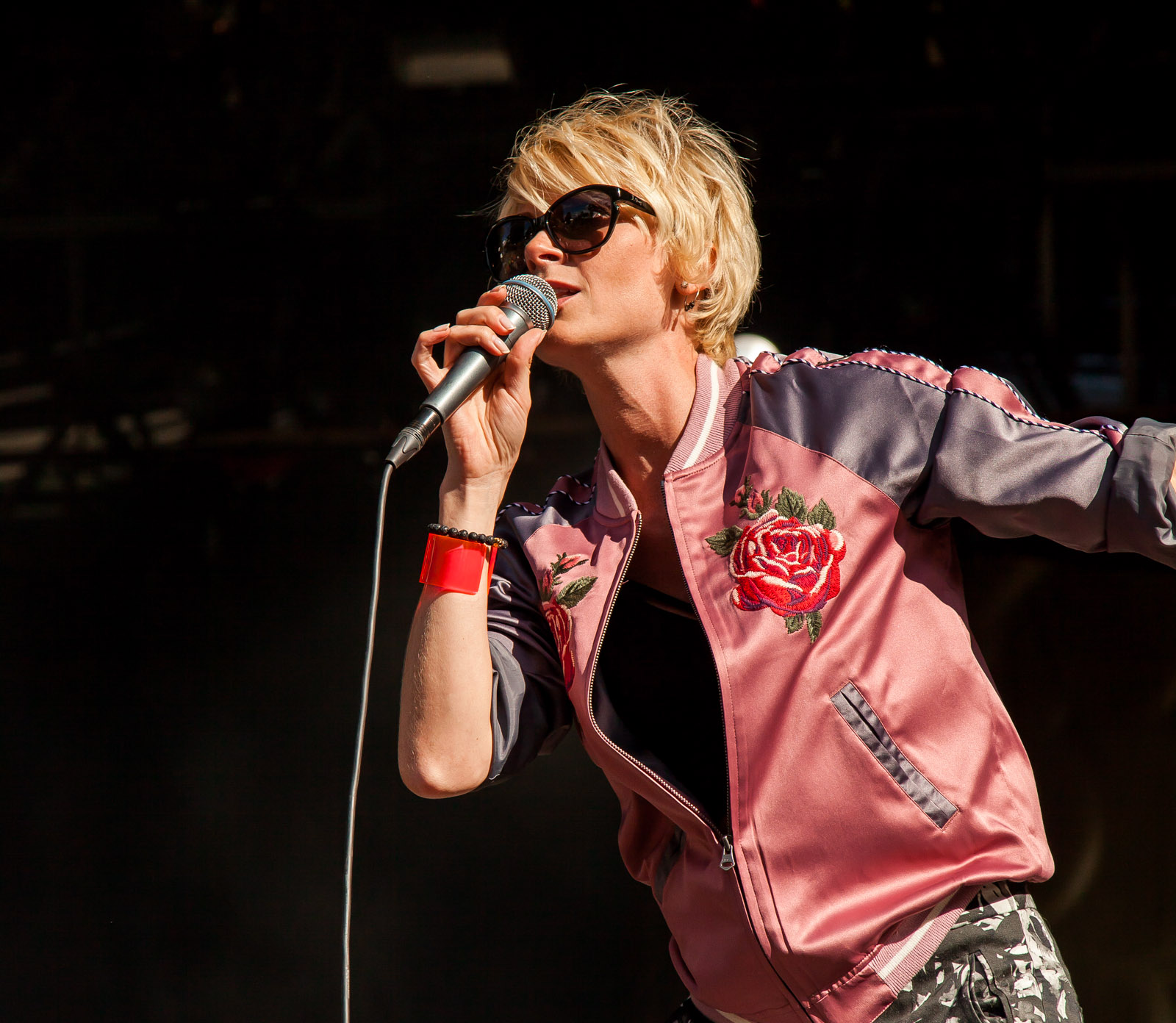

برتينه زيتلتز (بالإنجليزية: Bertine Zetlitz) (9 أبريل 1975) هي مغنية بوب نرويجية تغني باللغة الإنجليزية.

## ألبوماتها
- عرض الليلة المتأخر لموربيد (1998) Morbid Latenight Show
- جميل حتى الآن (2000) Beautiful So Far
- حقن حلوة (2003) Sweet Injections
- المشي على المزلاجات (2004) Rollerskating
- My Italian Greyhound (سيظهر الألبوم في 11 سبتمبر 2006)

## وصلات خارجية
- برتينه زيتلتز على موقع IMDb (الإنجليزية)
- برتينه زيتلتز على موقع ميوزك برينز (الإنجليزية)
- برتينه زيتلتز على موقع ديسكوغز (الإنجليزية)
- برتينه زيتلتز على موقع قاعدة بيانات الفيلم (الإنجليزية)
- الموقع الرسمي للمغنية نسخة محفوظة 18 نوفمبر 2013 على موقع واي باك مشين.